# Esaias Tegnér

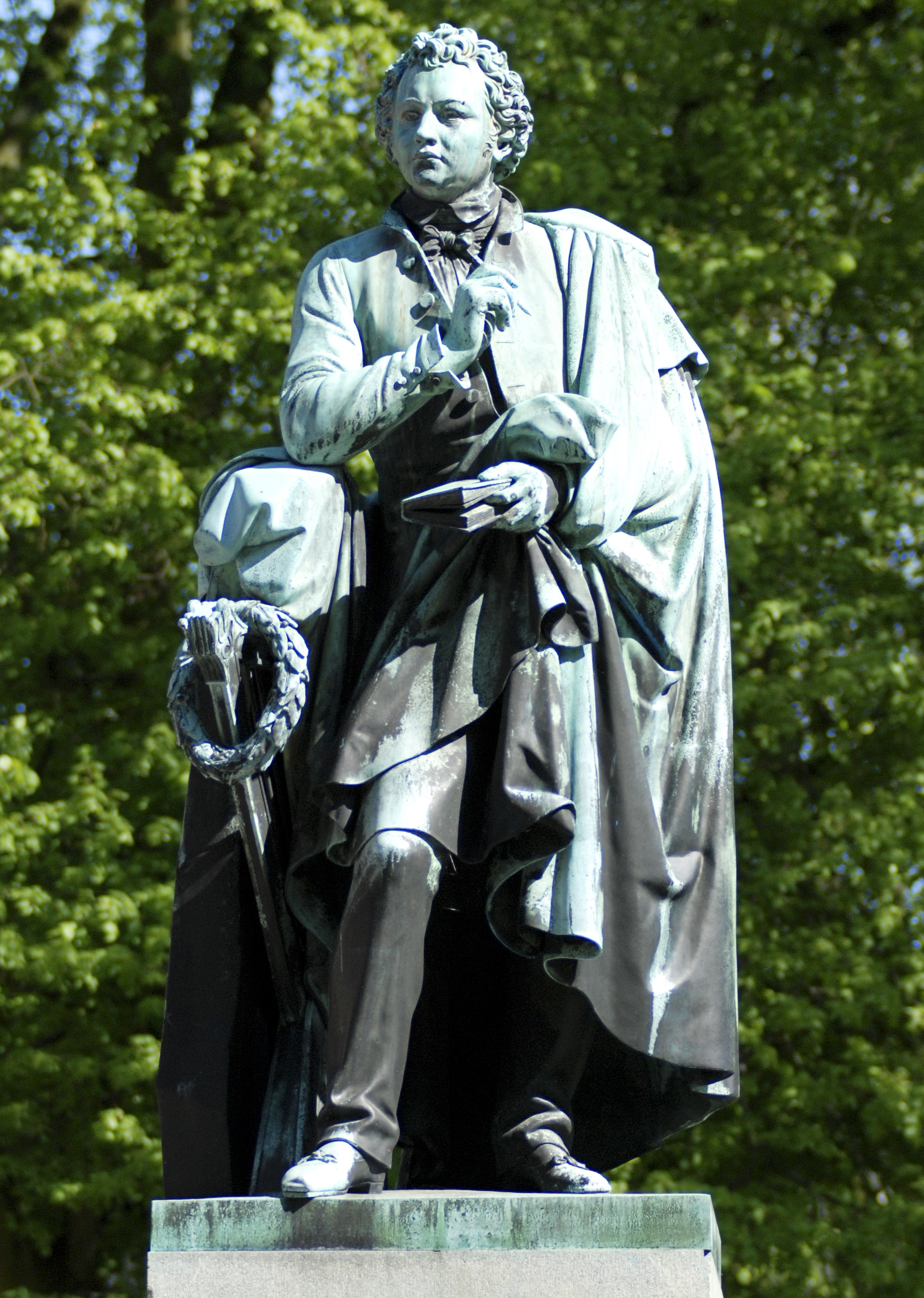
Esaias Tegnér

Esaias Tegnér (13 noiembrie 1782 în Kyrkerud, Värmland — d. 2 noiembrie 1846) a fost un poet, profesor de limba greacă și episcop suedez. 